# Richelien
Richelien est une localité qui fait partie de la commune de Versoix, dans le canton de Genève, en Suisse. Le nom du lieu-dit désigne aussi une avenue, un pont sur la Versoix (rivière), un canal ou bief, une pisciculture, un moulin et une centrale hydroélectrique.

## Situation et historique
Richelien est traversé par le cours de la rivière Versoix, entre la frontière française et la ville de Versoix.
Le lieu-dit a été un gué et un moulin, dont une trace cadastrale de l'amenée d'eau date de 1447. Au XIXe siècle, un moulin à trois roues avec une meule de pierre peut produire 400 à 500 kg de mouture. Dès 1820, une quatrième roue actionne une huilerie, probablement à noix. 
L’usine hydroélectrique de Richelien a été construite près de l’emplacement d’un ancien moulin. A la fin du XIXe siècle, le moulin est désaffecté et transformé en habitation pour loger l’exploitant d’une microcentrale électrique attenante. Celle-ci alimente en courant continu un petit réseau d’une dizaine de maisons. Après plusieurs projets non aboutis, Jean Estier modernise l’installation avec une turbine Francis des ateliers de Vevey et un alternateur Oerlikon. En 1944 il construit une nouvelle microcentrale alimentée par un bief régulé avec une nouvelle prise d’eau.

## Actualité
En 2022 la demande de renouvèlement de la concession est refusée par le Conseil d’État du canton de Genève. La centrale nuirait à la faune piscicole. Un recours est déposé, tandis que les communes de Versoix et Collex-Bossy demandent au Conseil d’État de revoir sa décision et une pétition déposée au Grand Conseil récolte 300 signatures. La minicentrale électrique produit 1 gigawatt/heure d’énergie labellisée par les Services industriels « Électricité Vitale Vert 100 % ». Le maximum est obtenu pendant la mauvaise saison, par temps pluvieux et même de nuit. La pesée d'intérêt oppose la nécessité de la transition climatique et la biodiversité.